# Jaén Fútbol Sala
El Jaén Fútbol Sala, por razones de patrocinio Jaén Paraíso Interior, es un equipo profesional de fútbol sala fundado en 1987 en Jaén, España. Actualmente juega en la Primera División de la LNFS, máxima categoría nacional.

## Historia
Fundado en 1987, el Jaén Fútbol Sala ha sufrido diferentes cambios de nombre por motivos de patrocinio: Jaén Paraíso Interior, Alvic Jaén, Cajasur Jaén F. S., Cánava, Oliva Secavi, Zeluán, Fuconsa, Cafetería Zúrich, Real Jaén F. S., Adenta Real Jaén F. S. , Fuconsa Jaén F.S. y más. Por todos estos nombres se ha ido conociendo a lo largo de su historia al equipo de la capital del Santo Reino. En los años 80 y 90, y bajo el nombre de Oliva Secavi vive sus primeros años de gloria tras conseguir 2 Copas de Europa de la UEFS, 3 Ligas españolas y 2 Copas Ibéricas. Todas ellas conseguidas en el fútbol sala pre-FIFA y sin estar inscrito en la LNFS.

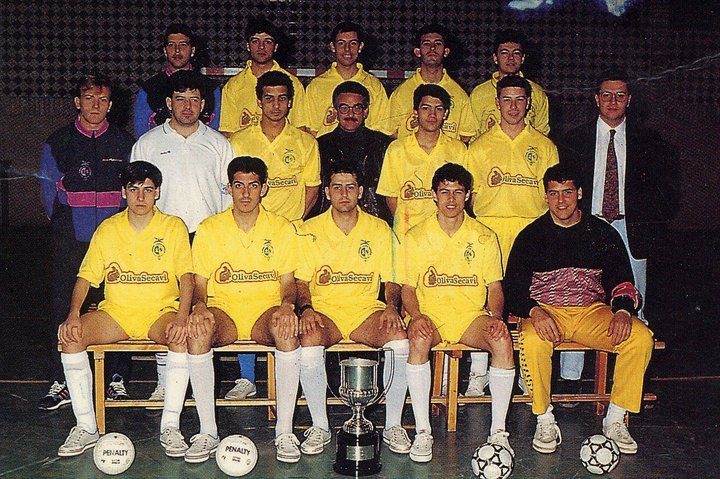
El Oliva Secavi con la Copa de Europa de la UEFS.

Tras estos primeros años compitiendo en competiciones ajenas a la LNFS, el Jaén se inscribe partiendo desde Primera Nacional "B" en la temporada 1991/92. Tras el cambio de patrocinador, que pasaba a ser Cajasur, el cual patrocinaba al Córdoba (equipo de se encontraba en la División de Honor), el equipo ascendía a División de Honor, en el Grupo C. Queda 5.º en un grupo de 8 equipos y disputa la promoción de permanencia en el Grupo Par, donde consigue la salvación. A la siguiente campaña, en la 1993/94, queda 9.º en un grupo de 12 equipos y en la promoción de permanencia no consigue la salvación.
El equipo, ya en División de Plata, compite tres temporadas seguidas en esta categoría buscando el ascenso que finalmente consigue en la 1996/97, quedando campeón.
Cuando Jaén vuelve a la máxima categoría del fútbol sala nacional, en la edición 1997/98, ya se había reestaurado de nuevo la competición y se eliminaron los grupos para hacer una liga en la que se enfrentasen todos los equipos. Consigue la permanencia. Sin embargo en la siguiente campaña, queda en puestos de descenso y baja a la División de Plata.
A la temporada siguiente, en la 1999/00, Jaén busca el ascenso, ascenso que casi consigue al quedar subcampeón. Durante 3 temporadas seguidas, Jaén se queda a las puertas del ascenso, sin embargo, en la 2002/03 tras una mala gestión deportiva y económica, el equipo desciende al quedar 15.º a la Primera Nacional "A".
El club pese a las adversidades se marcó el objetivo de ascender. Tras unas primeras temporadas un tanto decepcionantes, el equipo se veía sumergido en una crisis institucional. Estos hechos hacen que Jaén permanezca 7 años en la categoría de bronce. Sin embargo, en la temporada 2009/10, el club consigue formar un buen equipo y consigue quedar campeón de grupo logrando de esta manera el ascenso. Además, el equipo se proclamó campeón de la Copa de Andalucía, competición en la que participaba por primera vez.
La temporada 2010/11, la disputa en División de Plata, sin embargo, el equipo tiene graves problemas económicos y necesita 38.000 euros para mantener la categoría. Aquí apareció Nicolás Sabariego con su empresa Fuconsa para hacerse cargo del club y conseguir el dinero. Convenció a empresas locales y a jugadores andaluces para jugar en el club. Se consiguió menos dinero de lo acordado pero finalmente, el club se pudo inscribir en la LNFS con un presupuesto limitado que se notó en los desplazamientos cuando el equipo viajaba en furgonetas e incluso en coches particulares. En la temporada siguiente el equipo termina 4.º en liga y disputa el Play-Off de ascenso, pero finalmente no consigue ascender. Sin embargo, en la siguiente campaña, queda 5.º y asciende de manera directa por los problemas de otros clubes que quedaron por delante de él.
El Jaén, tras 14 años, vuelve a la máxima categoría del fútbol sala nacional. En la 2013/14, el objetivo era la salvación, el cual consigue con varias jornadas de antelación al finalizar 10.º en la liga. 
En la temporada 2014/15 el club quería seguir creciendo y se marcaron 2 objetivos con un presupuesto de 450.000 euros. El primero era meterse en la Copa de España y el segundo luchar por el Play-Off al título. Para ello, Sabariego renovó el contrato con las administraciones públicas: Junta de Andalucía, Ayuntamiento y especialmente la Diputación de Jaén, principal patrocinador y quien le da el nombre al equipo: “Jaén Paraíso Interior”; y con las empresas locales. Además, bajó el precio de los abonos para pasar de los 700 a los 1000 socios. Una vez se consiguió todo, Sabariego dejó su cargo para pasar a ser el director deportivo del club y la presidencia la dejó en manos de Germán Aguayo, actual presidente.
Esa misma campaña, el equipo consigue su objetivo al clasificarse para ambas competiciones. La primera de ellas, en la Copa de España 2015, el Jaén llegaba a Ciudad Real, sede del torneo, sin ningún papel de favorito pero con el cartel de equipo revelación en la Primera División por estar 4.º en la tabla y clasificados para el Play-Off al título de Liga. A pesar de esos galones, nadie apostaba por ellos y el primer día salieron del Quijote Arena por la puerta grande al eliminar a ElPozo Murcia por (2-4). En semifinales ganarían en los penaltis (5-4) después de un (2-2) al Burela Pescados Rubén, conjunto gallego que eliminó a otro histórico, Inter Movistar.
Ganaron su primera final de la Copa de España ante el F. C. Barcelona por (4-6), donde el conjunto jiennense fue claro dominador del partido convirtiéndose así en el primer equipo andaluz en ganar esta competición y también en el primer equipo debutante en hacerlo. Fue un claro ascenso de competitividad y con los años se fue dejando claro que era un equipo que no solo competía sino que llegaba a estar mínimo entre los 4-8 primeros de todas las copas que jugaba.
Al finalizar la liga regular el Jaén F. S. quedó 4.º lo que le permitía jugar por primera vez en su historia el Play-Off por el título de Liga 2015 como uno de los cabezas de serie. El Jaén partía como favorito en la primera eliminatoria que disputaba, los cuartos de final contra el Palma Futsal, pero cayó en los dos primeros partidos disputados lo que le dio el pase a semifinales al Palma Futsal. Perdió el primero en casa del Palma por (5-4) y cayó en casa en los últimos segundos por (1-2) en un emocionante partido.
Al haber sido campeón de la Copa de España, le correspondía el derecho de participar en la Supercopa de España frente al campeón de Liga que era el Inter Movistar. Esta se celebró en Ciudad Real y los jiennenses cayeron por (6-2) en un partido dominado por Inter Movistar. Esa misma temporada el Jaén obtuvo una mala clasificación en liga lo que le privó de jugar la Copa de España y el Play-Off por el título de liga. Por otra parte, el Jaén llegó a los 1/4 de final en la Copa del Rey.
Tras dos años, Jaén Paraíso Interior, volvía a disputar una edición de Copa de España. Casualmente, la Copa de España 2017 se volvía a disputar en Ciudad Real, donde el Jaén alzó su primera Copa de España. En cuartos, el equipo venció a Peñíscola RehabMedic por (2-3). Sin embargo, cayó en semifinales frente a Movistar Inter tras un partido de infarto que finalizó (1-2). Esa misma campaña, la 2016/17, el club consigue igualar su mejor posición en la liga regular, logrando la 4.ª plaza en la última jornada frente al F. C. Barcelona, el cual se jugaba finalizar segundo, en el último segundo. Esta cuarta posición le permite disputar el Play-Off por segunda vez en su historia, y además, como cabeza de serie. Sin embargo cayó derrotado ante Magna Gurpea en dos de los tres partidos disputados, dando el pase a semifinales a los navarros, volviendo Jaén así a caer en los 1/4 de final por el título de Liga.

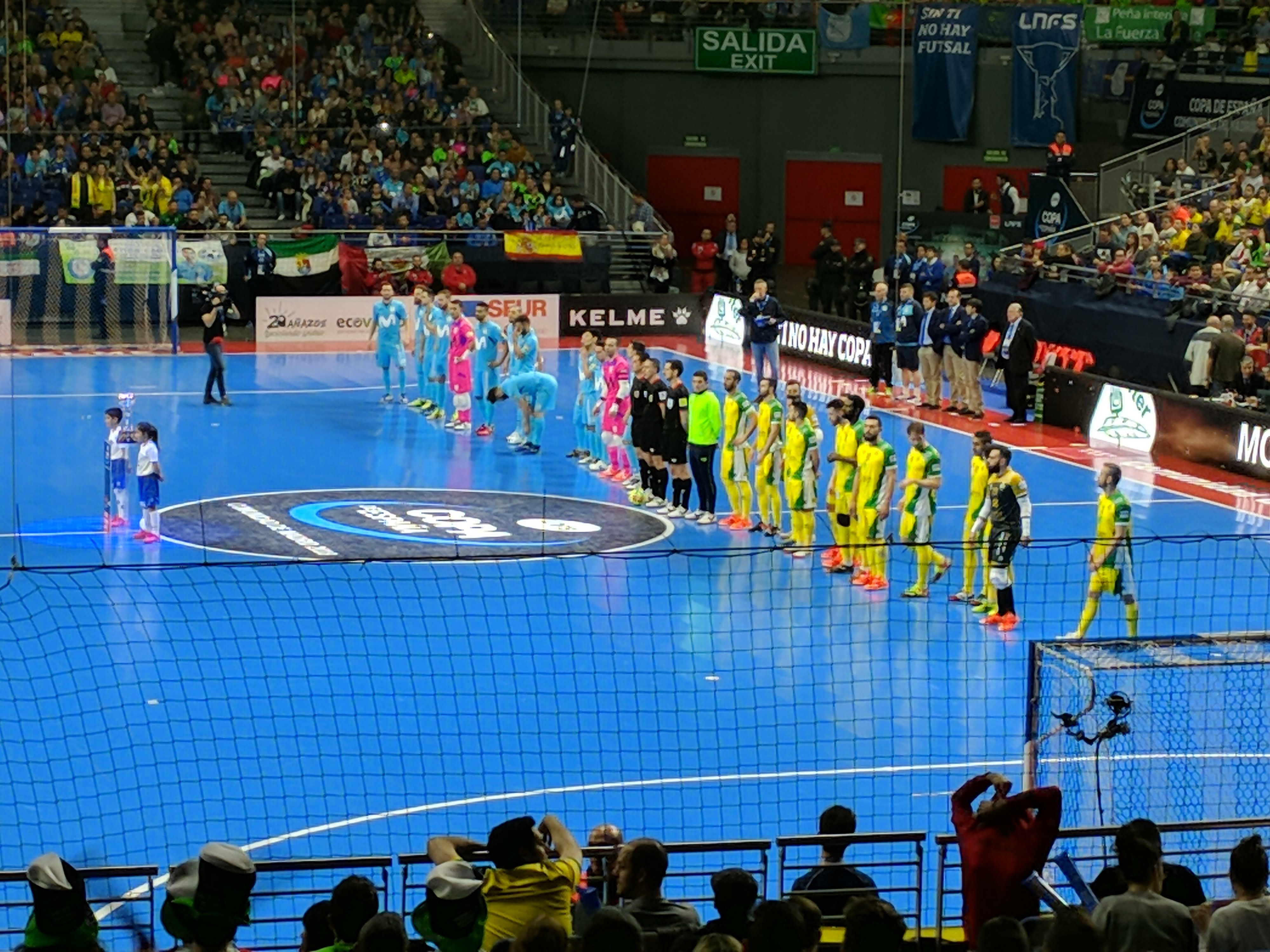
Final de la Copa de España 2018.

Al comienzo de la temporada 2017/18 ganó la Copa de Andalucía 2017, tras superar a Universidad de Málaga Antequera por (0-7) en la semifinal y a Real Betis Futsal en la final por (4-0). Fue la segunda edición de este torneo en la que participa, proclamándose en ambas ediciones campeón. 
Tras clasificarse para la Copa de España 2018, Jaén se proclamó campeón tras un fabuloso torneo eliminando en cuartos a Plásticos Romero Cartagena por (2-5), en semifinales a Ríos Renovables Zaragoza por (3-2) y en la final a Movistar Inter por (3-4) tras marcar el gol decisivo en la prórroga. Esa misma temporada, Jaén consiguió clasificarse para la final de la Copa del Rey, final que perdió (4-3) en la prórroga tras un igualado partido frente al F. C. Barcelona.
En Liga, el equipo repitió su mejor clasificación quedando 4.º. En Play-Off llegó hasta la semifinal, consiguiendo así su mejor clasificación en esta competición y haciendo la mejor temporada de su historia. 
En la Supercopa de España 2018 disputada en Ciudad Real en el pabellón Quijote Arena contra Inter Fútbol Sala perdieron el duelo (2-2) (4-3 penaltis) en una supercopa apasionante. En esa misma temporada consiguieron participar en la copa de España pero en Cuartos de final perdieron contra Fútbol Club Barcelona por 3-0 a favor del equipo cule. Ese mismo año se clasificaron para la final four en el Quijote Arena en la que perdieron en la final ante Fútbol Club Barcelona (5-2). Ese año el club llegó hasta las semifinales de los Play off por el título en la que perdió los dos partidos contra el Pozo Murcia (4-2) y (3-4).

## Himno
El himno fue presentado el 26 de enero de 2017 en un acto repleto de ilusión, donde figuras como el presidente de la Diputación de Jaén, estuvieron presentes. Fue compuesto por Modesto Martínez Elías y José Luis López-Mingo, reconocidos músicos nacionales.
En el acto, Francisco Reyes y Germán Aguayo intervinieron en primer lugar. El presidente de la Diputación de Jaén se mostró orgulloso con el crecimiento del equipo que lleva su marca y levantó los aplausos cuando pidió la construcción del palacio de deportes. El presidente del club, agradeció el himno a los creadores y recalcó la labor que realiza Modesto hacia su club.
Los compositores, Modesto y José Luis también pasaron por el atril. Modesto Martínez Elías emocionó al público presente con un discurso que tocó numerosos puntos de los amarillos. José Luis López-Mingo Ballesteros habló sobre el proceso de elaboración del himno, junto a sus respectivas anécdotas.
Al final, los asistentes vibraron al son del grupo musical.

## Plantilla 2023/24
|    | Nac.                  | Nombre                           | Sobrenombre | Puesto  |
| -- | --------------------- | -------------------------------- | ----------- | ------- |
| 1  | Bandera de Brasil     | Carlos Eduardo Nesello Espindola | Espindola   | Portero |
| 28 | Bandera de Brasil     | Eduardo da Silva Ferreira Lima   | Dudú        | Portero |
| 5  | Bandera de Brasil     | Joâo Vitor Salla Vivan           | Joâo Salla  | Cierre  |
| 6  | Bandera de España     | Daniel López López               | Dani Zurdo  | Ala     |
| 20 | Bandera de España     | Javier García Moreno             | Chino       | Ala     |
| 21 | Bandera de España     | Miguel Moya Hoyo                 | Míchel      | Ala     |
| 12 | Bandera de Cabo Verde | Renato Lopes Furtado             | Renato      | Ala     |
| 14 | Bandera de Argentina  | Alan Brandi Cuasnicú             | Alan Brandi | Pívot   |
| 41 | Bandera de Argentina  | Matías Sebastián Rosa            | Mati Rosa   | Pívot   |

Entrenador:  Daniel Rodríguez Martínez - Dani Rodríguez

## Trayectoria
| Temporada | Nivel | División             | Grupo | Posición | Puntos | Promoción     | Promoción     | Copa de España | Copa del Rey  | Supercopa de España | Otra copa(s)    | Otra copa(s) |
| --------- | ----- | -------------------- | ----- | -------- | ------ | ------------- | ------------- | -------------- | ------------- | ------------------- | --------------- | ------------ |
| 1991-92   | 3     | Primera Nacional "B" | ?     | ?        | ?      |               |               |                |               |                     |                 |              |
| 1992-93   | 1     | División de Honor    | C     | 5.º      | 13     | Permanencia   | Permanece     | 1.ª fase       |               |                     |                 |              |
| 1993-94   | 1     | División de Honor    | Par   | 9.º      | 15     | Permanencia   | Desciende     |                |               |                     |                 |              |
| 1994-95   | 2     | División de Plata    | Impar | 2.º      | 35     | Ascenso       | Última ronda  |                |               |                     |                 |              |
| 1995-96   | 2     | División de Plata    | C     | 2.º      | 43     | Ascenso       | 2.º           |                |               |                     |                 |              |
| 1996-97   | 2     | División de Plata    | A     | 1.º      | 58     |               |               |                |               |                     |                 |              |
| 1997-98   | 1     | División de Honor    |       | 14.º     | 30     |               |               |                |               |                     |                 |              |
| 1998-99   | 1     | División de Honor    |       | 17.º     | 34     |               |               |                |               |                     |                 |              |
| 1999-00   | 2     | División de Plata    | A     | 2.º      | 66     | Ascenso       | Última ronda  |                |               |                     |                 |              |
| 2000-01   | 2     | División de Plata    | A     | 3.º      | 62     | Ascenso       | 1.ª ronda     |                |               |                     |                 |              |
| 2001-02   | 2     | División de Plata    | A     | 5.º      | 55     |               |               |                |               |                     |                 |              |
| 2002-03   | 2     | División de Plata    | A     | 15.º     | 24     |               |               |                |               |                     |                 |              |
| 2003-04   | 3     | Primera Nacional "A" | XIII  | ?        | ?      |               |               |                |               |                     |                 |              |
| 2004-05   | 3     | Primera Nacional "A" | XIII  | ?        | ?      |               |               |                |               |                     |                 |              |
| 2005-06   | 3     | Primera Nacional "A" | XIII  | ?        | ?      |               |               |                |               |                     |                 |              |
| 2006-07   | 3     | Primera Nacional "A" | XIII  | 3.º      | ?      |               |               |                |               |                     |                 |              |
| 2007-08   | 3     | Primera Nacional "A" | XIII  | 11.º     | ?      |               |               |                |               |                     |                 |              |
| 2008-09   | 3     | Primera Nacional "A" | XIII  | 5.º      | 55     |               |               |                |               |                     |                 |              |
| 2009-10   | 3     | Primera Nacional "A" | XIII  | 1.º      | 48     |               |               |                |               |                     |                 |              |
| 2010-11   | 2     | División de Plata    |       | 14.º     | 40     |               |               |                | 1/8 de final  |                     | Copa Andalucía  | Campeón      |
| 2011-12   | 2     | Segunda División     |       | 4.º      | 48     | Ascenso       | 1.ª ronda     |                | 2.ª ronda     |                     |                 |              |
| 2012-13   | 2     | Segunda División     |       | 5.º      | 45     |               |               |                | 1/8 de final  |                     |                 |              |
| 2013-14   | 1     | Primera División     |       | 10.º     | 27     |               |               |                | 1/16 de final |                     |                 |              |
| 2014-15   | 1     | Primera División     |       | 4.º      | 54     | Play-Off Liga | 1/4 de final  | Campeón        | 1/16 de final |                     | Copa Diputación | Campeón      |
| 2015-16   | 1     | Primera División     |       | 12.º     | 28     |               |               |                | 1/4 de final  | Subcampeón          |                 |              |
| 2016-17   | 1     | Primera División     |       | 4.º      | 53     | Play-Off Liga | 1/4 de final  | Semifinalista  | 1/4 de final  |                     |                 |              |
| 2017-18   | 1     | Primera División     |       | 4.º      | 64     | Play-Off Liga | Semifinalista | Campeón        | Subcampeón    |                     | Copa Andalucía  | Campeón      |
| 2018-19   | 1     | Primera División     |       | 6.º      | 49     | Play-Off Liga | Semifinalista | 1/4 de final   | Subcampeón    | Subcampeón          | Copa Andalucía  | Campeón      |
| 2019-20   | 1     | Primera División     |       | 8.º      | 33     | Play-Off Liga | 1/4 de final  | 1/4 de final   | Subcampeón    |                     |                 |              |
| 2020-21   | 1     | Primera División     |       | 14.º     | 38     |               |               |                | 1/4 de final  |                     | Copa Andalucía  | Subcampeón   |
| 2021-22   | 1     | Primera División     |       | 7.º      | 44     | Play-Off Liga | Semifinalista | 1/4 de final   | Semifinalista |                     | Copa Andalucía  | Campeón      |
| 2022-23   | 1     | Primera División     |       | 4.º      | 60     | Play-Off Liga | Subcampeón    | Campeón        | 1/4 de final  |                     |                 |              |
| 2023-24   | 1     | Primera División     |       | 3.º      | 54     | Play-Off Liga | Semifinalista | Semifinalista  | Semifinalista | Semifinalista       |                 |              |
| 2024-25   | 1     | Primera División     |       |          |        | Play-Off Liga |               | 1/4 de final   |               |                     | Copa Andalucía  | Campeón      |

## Palmarés

### Torneos nacionales
- Copa de España (3): 2015, 2018 y 2023
- Subcampeón Liga Primera División (1): 2022/23
- Subcampeón de Copa del Rey (4): 2017/18, 2018/19, 2019/20 y 2024/25.
- Subcampeón de Supercopa de España (2): 2015 y 2018.
- División de Plata (1): 1996/97.
  - Subcampeón de División de Plata (3): 1994/95, 1995/96 y 1999/00.
- Primera Nacional "A" (1): 2009/10.

### Torneos internacionales
- European Cup of Champion Clubs (2): 1990/91 y 1991/92.

### Torneos regionales
- Copa de Andalucía (5): 2010, 2017, 2018, 2021 y 2024.
  - Subcampeón Copa de Andalucía (1): 2020.
- Copa Diputación de Jaén (1): 2015.

### Torneos amistosos
- Trofeo del Olivo (7): 2012, 2014, 2015, 2016, 2018, 2019 y 2020
  - Subcampeón Trofeo del Olivo (4): 2013, 2017, 2021 y 2022
- Trofeo Juan Beteta (1): 2021
- Trofeo Ciudad de Jumilla (2): 2014 y 2016

### Otros premios y reconocimientos
- Mejor afición 2015, entregado por la Liga Nacional de Fútbol Sala.
- Mejor afición 2016, entregado por la Liga Nacional de Fútbol Sala.
- Mejor afición 2018, entregado por la Liga Nacional de Fútbol Sala.
- Mejor afición 2019, entregado por la Real Federación Española de Fútbol.

### Trofeos individuales
- Jugador revelación 2015, entregado a Emilio Buendía por la Liga Nacional de Fútbol Sala.
- Mejor entrenador 2015, entregado a Daniel Rodríguez por la Liga Nacional de Fútbol Sala.
- Mejor cierre 2018, entregado a Antonio Manuel Sánchez (Boyis) por la Liga Nacional de Fútbol Sala.
- Premio a la humildad, entregado a Jordi Campoy, buen jugador, mejor persona, por la Liga Nacional de Fútbol Sala

## Estadísticas
A continuación se muestra una tabla con las estadísticas del club en competiciones organizadas por la Liga Nacional de Fútbol Sala.
| Torneo                                 | PJ  | PG  | PE  | PP  | Mejor posición          |
| -------------------------------------- | --- | --- | --- | --- | ----------------------- |
| Primera División de España (8)         | 323 | 127 | 60  | 136 | 4.º                     |
| Play-Off por el título de Liga         | 16  | 4   | 1   | 11  | Subcampeón              |
| Segunda División de España             | 280 | 149 | 46  | 85  | Campeón                 |
| Play-Off de ascenso a Primera División | 27  | 15  | 2   | 10  | Subcampeón/Última ronda |
| Copa de España (9)                     | 16  | 9   | 1   | 6   | Campeón                 |
| Copa de S. M. el Rey                   | 31  | 20  | 1   | 10  | Subcampeón              |
| Supercopa de España                    | 2   | 0   | 1   | 1   | Subcampeón              |
| Total                                  | 695 | 324 | 112 | 259 | 3 campeonatos           |

Actualizado al término de la temporada 2019/20.
(8) Incluye los partidos de Fase de Permanencia.
(9) Incluye los partidos de la Fase Previa de la Copa de España 1993, en los que registra 3 victorias y 3 derrotas.

## Instalaciones
Desde junio de 2021, el equipo entrena y juega habitualmente en el Palacio de deportes Olivo Arena, con capacidad para 6589 espectadores. Una instalación que favorece mucho al club ya que anteriormente ocupaban el Pabellón de La Salobreja, con solo cerca de 1400 espectadores, lo que ha hecho que ahora hayan conseguido aumentar sus abonos hasta más de 5500 y siendo el equipo de fútbol sala con más abonados en la historia.

## Cantera

### Jaén Fútbol Sala "B"
El Jaén Fútbol Sala "B" es el equipo filial del Jaén Paraíso Interior. Fue fundado en 2011 y refundado en 2014. Milita en la Segunda División B.

## Patrocinadores
- CajaSur - (1992–1993)
- Cánava - (1993–1994)
- Alvic - (1995–1997)
- Paraíso Interior - (1997–2000)
- Real Jaén CF - (2000–2003)
- Paraíso Interior - (2006–2010)
- Fuconsa - (2010–2013)
- Paraíso Interior - (2013–Actualidad)